# Teatro Imperial (Tokio)
El Teatro Imperial (en japonés: 帝国劇場 Teikoku Gekijō) es un teatro japonés ubicado en Marunouchi, Chiyoda, Tokio, Japón, operado por la Toho. Inaugurado en 1911 con el nombre de Teatro Jardín Imperial, fue el primer teatro de estilo occidental en Japón. El edificio actual fue construido en 1964 y abierto al público en 1966. Tiene una capacidad para 1897 personas.